# Oriocourt
Oriocourt là một xã trong vùng Grand Est, thuộc tỉnh Moselle, quận Château-Salins, tổng Delme. Tọa độ địa lý của xã là 48° 51' vĩ độ bắc, 06° 24' kinh độ đông. Oriocourt nằm trên độ cao trung bình là m mét trên mực nước biển, có điểm thấp nhất là 228 mét và điểm cao nhất là 296 mét. Xã có diện tích 4,44 km², dân số vào thời điểm 2004 là 50 người; mật độ dân số là 11,4 người/km². Oriocourt nằm về phía đông nam của Metz.

## Thông tin nhân khẩu
| 1962 | 1968 | 1975 | 1982 | 1990 | 1999 |
| ---- | ---- | ---- | ---- | ---- | ---- |
| 89   | 95   | 94   | 80   | 66   | 58   |